# Ваннейн, Ине
Ине Ваннейн (нидерл. Ine Wannijn, род. 11 апреля 1982, Ауденарде, Фламандский регион) — бельгийская профессиональная велогонщица.

## Карьера
Ине Ваннейн была профессиональной велогонщицей с 2000 по 2007 год, выступая как на шоссейных, так и на трековых гонках. Её наиболее значимым достижением стала победа в групповой гонке на чемпионате Бельгии в 2002 году.
Ине Ваннейн изучала остеопатию в Международной академии остеопатии (IAO), где после четырёх лет обучения получила степень доктора остеопатии (DO-MROB). Ваннейн также прошла дополнительные курсы по остеопатии. После завершения спортивной карьеры Ине Ваннейн начала карьеру остеопата. Она специализируется на лечении спортсменов и детей, что связано с её опытом в велоспорте.

## Достижения

### Шоссе
1997
 Чемпионат Бельгии среди кадетов — групповая гонка
1998
 Чемпионат Бельгии среди кадетов — групповая гонка
1999
 Чемпионат Бельгии среди юниоров — групповая гонка
 Чемпионат Бельгии среди юниоров — индивидуальная гонка
2000
 Чемпионат Бельгии среди юниоров — индивидуальная гонка
2-я на Чемпионате Бельгии среди юниоров — групповая гонка
Чемпионат мира по шоссейному велоспорту среди юниоров
4-я на индивидуальной гонке
7-я на групповой гонке
2001
Хейберген
2-я на Чемпионате Бельгии — групповая гонка
2-я на Чемпионате Бельгии — индивидуальная гонка
Тур Лимузена
2-й этап
3-я в генеральной классификации
Юниорская классификация Холланд Ледис Тур
2002
 Чемпионат Бельгии — групповая гонка
4-я на Чемпионате Бельгии — индивидуальная гонка
2003
6-я на 2-м этапе Стер Зеувс Эйанден
8-я на Чемпионате Бельгии — индивидуальная гонка
2004
7-я на 3-м этапе Стер Зеувс Эйанден
2-я на Чемпионате Бельгии — групповая гонка
3-я на Чемпионате Бельгии — индивидуальная гонка
6-я на 2-м этапе Холланд Ледис Тур
2005
4-я на Флеш Эсбиньон (женская)
3-я на Чемпионате Бельгии — индивидуальная гонка
7-я на 5м этапе Холланд Ледис Тур
2006
3-я на Чемпионате Бельгии — групповая гонка
4-я на Чемпионате Бельгии — индивидуальная гонка
2007
2-я на Чемпионате Бельгии — групповая гонка

### Трек
Источник:
Национальные чемпионаты
1997
 Чемпионат Бельгии среди юниоров — 500 метров
 Чемпионат Бельгии среди юниоров — спринт
1998
 Чемпионат Бельгии среди юниоров — 500 метров
 Чемпионат Бельгии среди юниоров — спринт
3-я на Чемпионате Бельгии — омниум
1999
 Чемпионат Бельгии среди юниоров — гонка по очкам
 Чемпионат Бельгии среди юниоров — гонка преследования
 Чемпионат Бельгии среди юниоров — чемпионка по скорости
2-я на Чемпионате Бельгии — омниум
2000
 Чемпионат Бельгии — омниум
 Чемпионат Бельгии среди юниоров — гонка по очкам
 Чемпионат Бельгии среди юниоров — гонка преследования
 Чемпионат Бельгии среди юниоров — спринт
2001
2-я на Чемпионате Бельгии — омниум

## Личная жизнь
У Ине Ваннейн есть два сына: Нанд (2012) и Даан (2015).